# Ellingsøya
Ellingsøya (ou Ellingsøy) est l’île la plus septentrionale de la municipalité d’Ålesund dans le Comté de Møre et Romsdal, en Norvège. Avec une superficie de 22 kilomètres carrés, Ellingsøya est la deuxième plus grande île de la municipalité après Oksenøya. L’île est située au nord-est de la ville d’Ålesund, au nord des îles de Nørvøya et Oksenøya, à l’est de l’île de Valderøya, et au sud de la péninsule continentale de Haram. Les villages de Hoffland, Årset et Myklebust sont tous situés sur le côté sud de l’île. L’église d’Ellingsøy est l’église principale de l’île.
Ellingsøya n’était autrefois accessible depuis la ville d’Ålesund que par bateau ou par la route via la municipalité de Skodje, mais le tunnel sous-marin d'Ellingsøy a été construit en 1987 pour relier Ellingsøy à Ålesund (au sud). Le tunnel de Valderøy a également été construit, reliant Ellingsøy à l’île voisine de Valderøya, à l’ouest, dans la municipalité de Giske. Les tunnels sont accessibles dans le village de Hoffland sur la partie sud-ouest de l’île. Le tunnel de 3 481 mètres de long a été modernisé en 2007,.
Ellingsøya possède un club norvégien de football basé à Ellingsøy IL.